# Vorstendom Schwerin

Prinsbisdom Schwerin (in paars) en graafschap Schwerin (in groen ten westen), grosso modo gescheiden door het meer van Schwerin.

Schwerin was een tot de Neder-Saksische Kreits behorend prinsbisdom, later vorstendom binnen het Heilige Roomse Rijk.
Niet te verwarren met het graafschap Schwerin,, dat ten westen lag; de stad Schwerin lag op de grens tussen prinsbisdom en graafschap (zie kaart).
Het bisdom Michelenburg werd in 1062/6 gesticht voor de missionering van de Abodriten. Het bisdom maakte deel uit van de kerkprovincie Bremen. Het bisdom ging ten onder tijdens de Slavenopstand en werd in 1149/60 opnieuw gesticht. In 1166 verlegde Hendrik de Leeuw de bisschopszetel naar het pas veroverde Schwerin. In 1177 verkreeg het bisdom de burcht en het land Bützow. Missioneringskloosters werden gesticht in Doberan en Dargun. Na de val van hertog Hendrik de Leeuw van Saksen in 1180 werd het bisdom rijksvrij. Deze status was echter omstreden. Sinds 1239 resideerden de bisschoppen in Bützow. In de vijftiende eeuw werden de bisschoppen afhankelijk van de hertogen van Mecklenburg.

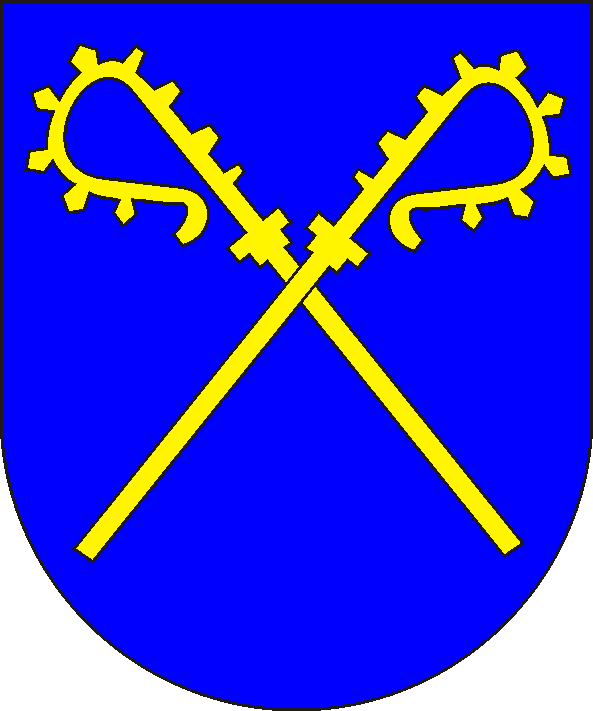
bisdom Schwerin

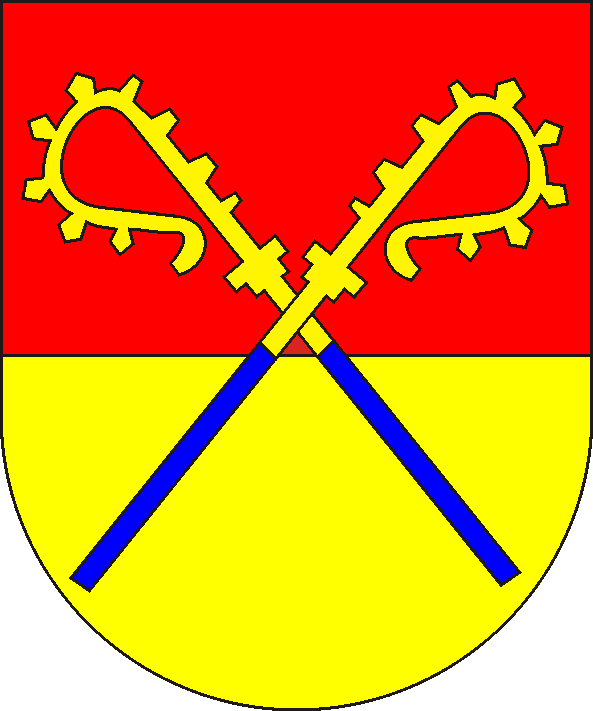
bisdom Schwerin

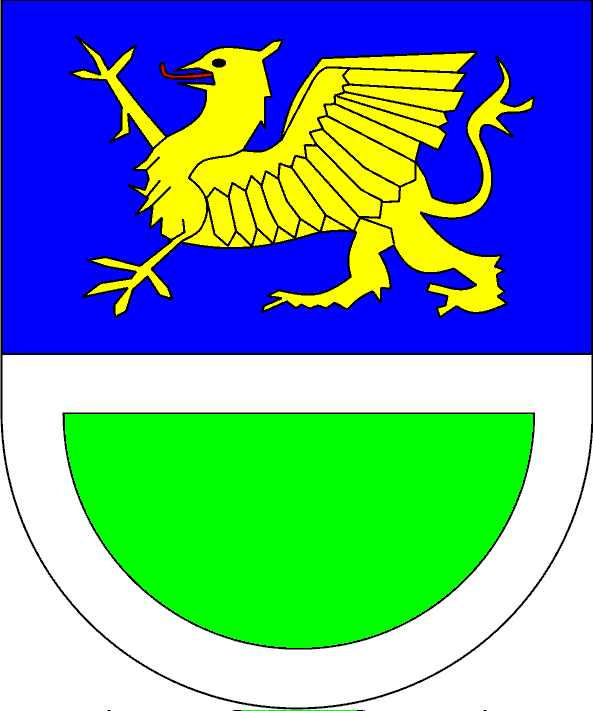
vorstendom Schwerin

In 1533/68 werd de Reformatie ingevoerd. In 1561 bevestigde het Rijkskamergerecht dat het bisdom Reichsunmittelbar was.
Van 1627 tot 1633 was het als leen in bezit van Wallenstein.
Door paragraaf 1 van artikel 12 van de Vrede van Osnabrück van 1648 kwam het bisdom als erfelijk vorstendom en rijksleen aan de hertog van Mecklenburg-Schwerin. De met het vorstendom verbonden zetels in de Rijksdag en de Neder-Saksische Kreits bleven bestaan.
Pas in 1851 gingen de landstanden van het vorstendom op in die van Mecklenburg.

## Regenten
- 1062-1066: Johan I Scotus
- 1066-1148: onderdrukking van het bisdom
- 1149-1155: Emmehard
- 1155-1191: Berno
- 1191-1238: Brunward
- 1238-1239: Frederik I, graaf van Schwerin
- 1240-1247: Dietrich
- 1248-1249: Willem
- 1249-1262: Rudolf I
- 1263-1291: Herman I graaf van Schladen
- 1292-1314: Gotfried I van Bülow
- 1315-1322: Herman II van Maltzan
- 1322-1331: Johan II edele van Ganz zu Puttlitz
- 1331-1339: Ludolf van Bülow
- 1339-1347: Hendrik I van Bülow
- 1347-1356: Andreas van Wislica
- 1356-1364: Albrecht van Sternberg
- 1365-1365: Rudolf II van Anhalt
- 1366-1375: Frederik II van Bülow
- 1375-1381: Melchior van Brunswijk-Grubenhagen (1369-1376: bisschop van Osnabrück)
- 1381-1390: (Johan) Potho van Pothenstein (1379-1381: bisschop van Münster)
- 1391-1415: Rudolf III van Mecklenburg-Stargard
- 1416-1418: Hendrik II van Nauen
- 1419-1429: Hendrik III van Wangelin
- 1429-1444: Herman III Köppen
- 1444-1457: Nikolaas I Böddeker
- 1457-1458: Gotfried II Lange
- 1458-1473: Werner Wolmers
- 1473-1479: Balthasar van Mecklenburg (administrator; 1480-1507: hertog van Mecklenburg-Schwerin)
- 1479-1482: Nikolaas II van Pentz
- 1482-1503: Koenraad Loste
- 1504-1506: Johan III Thun
- 1508-1516: Peter Walkow
- 1516-1550: Magnus van Mecklenburg (administrator)
- 1550-1603: Ulrich I van Mecklenburg-Schwerin (administrator)
- 1603-1624: Ulrich II van Denemarken (administrator)
- 1624-1633: Ulrich III van Denemarken (administrator)
- 1634-1648: Adolf Frederik van Mecklenburg-Schwerin (administrator)

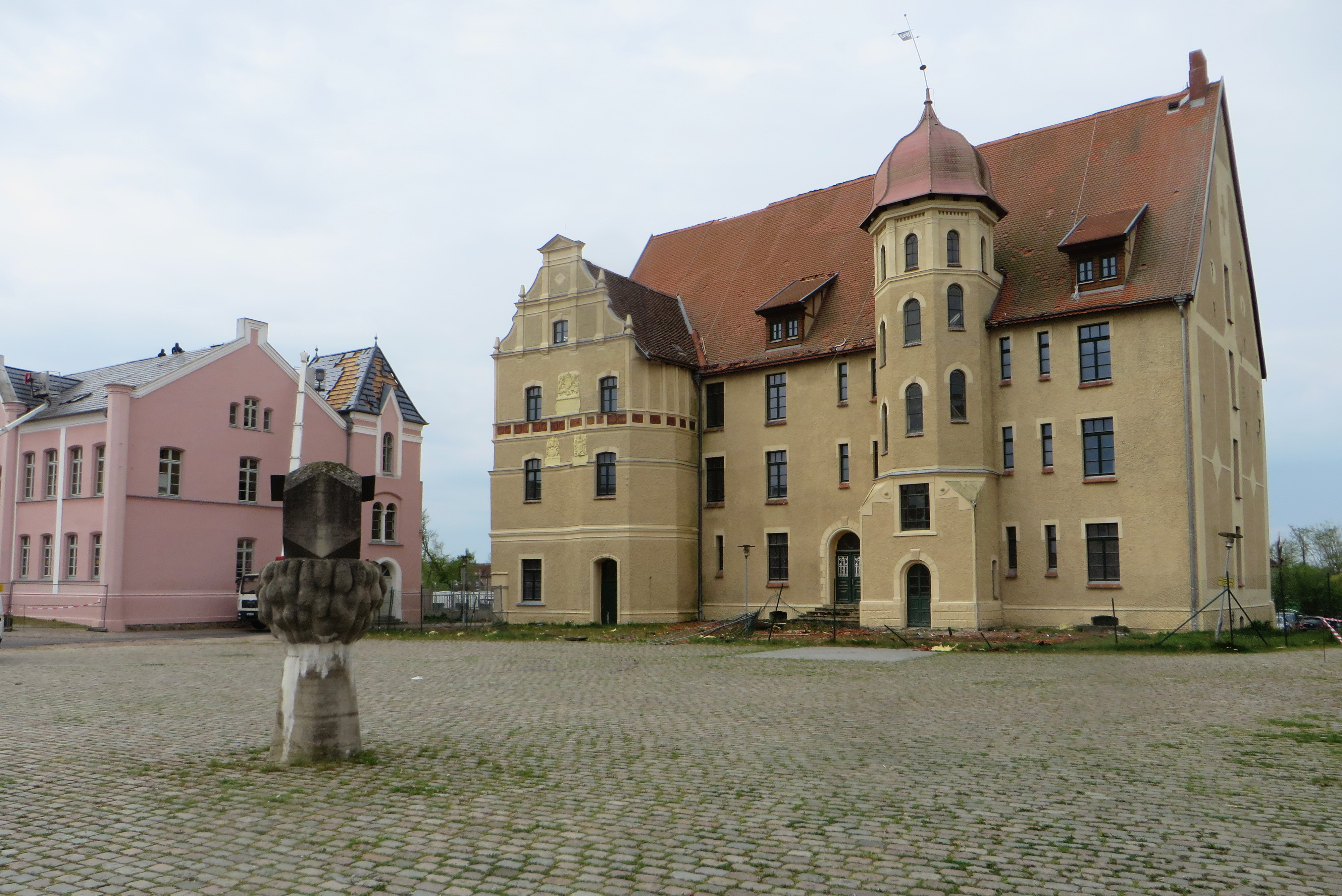
Voormalig prinsbisschoppelijk paleis in Bützow
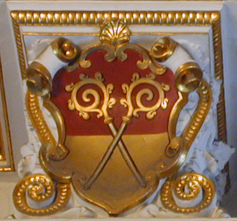
Wapen van het prinsbisdom Schwerin in het kasteel van Schwerin